# Ranunculus clypeatus
Ranunculus clypeatus är en ranunkelväxtart som först beskrevs av Oskar Eberhard Ulbrich, och fick sitt nu gällande namn av Alicia Lourteig. Ranunculus clypeatus ingår i släktet ranunkler, och familjen ranunkelväxter. Inga underarter finns listade i Catalogue of Life.